# Sessualità infantile
(Sigmund Freud - Tre saggi sulla sessualità.)
La sessualità infantile concerne quella serie di fenomeni che entrano nel campo del desiderio sessuale, dei comportamenti e nello sviluppo fisico e psichico dei bambini.
La teoria psicoanalitica di Sigmund Freud ha rivoluzionato la percezione occidentale del bambino proprio in quanto fu il primo a sostenere, su basi scientifiche, e quindi in maniera coerente e chiara, l'esistenza di una sessualità propria del bambino, che si esprime essenzialmente in una sessualità non genitale, quindi in questo senso differente e specifica rispetto alla sessualità adulta, ma connessa ad essa attraverso il principio di piacere, che ne è il movente fondamentale.

## Freud

### Cinque fasi
Freud delinea lo sviluppo psicosessuale infantile distinto in 5 fasi: la fase orale, la fase anale e la fase fallica, che culmina nella risoluzione del complesso di Edipo nel bimbo e del complesso di Elettra nella bimba. In seguito vi è una fase di latenza fino alla fase genitale della pubertà in cui tutte le pulsioni sessuali vengono finalizzate alla riproduzione eterosessuale. 
( Cinque conferenze sulla psicanalisi)
La tesi di base freudiana è che la sessualità dell'infante (primi 6 anni di vita) sia perversa polimorfa e che sviluppi forti impulsi all'incesto, spesso con il genitore di sesso opposto. Il bambino si vede costretto a imbrigliare e a sublimare tale desiderio per sviluppare una sana sessualità da adulto.
Secondo Freud, si tratta di una vita sessuale caotica, "ricca ma dissociata" in cui *+"la singola pulsione persegue la conquista del piacere indipendentemente da tutte le altre," a un certo momento si concentra e per vino un'organizzazione in due direzioni principali, così che con il concludersi del periodo puberale il carattere sessuale definitivo dell'individuo è per lo più perfettamente formato.

### Critiche
Le teorie di Freud si svilupparono in un contesto differente dall'odierno e alcune di queste teorie, come quella dell'invidia suscitata dal pene del padre nel bambino, sono state rimpiazzate; molti ricercatori moderni le considerano obsolete e il nocciolo del suo lavoro non sembra mai essere stato accettato per intero dalla comunità scientifica. In ragion di ciò si sono succeduti diversi studi, alcuni complementari al lavoro svolto da Freud, altri che ne sostengono opposte teorie, come nel caso della psicologia perinatale con le sue ricerche sul protomentale.
Una questione a sé è quella del cosiddetto "scandalo Masson", in quanto critica proveniente dall'interno della stessa istituzione psicoanalitica. Durante i primi anni del 1980 Jeffrey Moussaieff Masson, all'epoca fresco direttore dei Freud Archives, sostenne che il modello dello sviluppo psicosessuale delineato da Freud fosse stato formulato per disconoscere e rifiutare d'ammettere gli abusi sessuali di cui è oggetto l'infanzia, derubricando la realtà dei fatti traumatici a fantasie di desiderio.

## Metodologia moderna di studio
Alfred Kinsey fece il primo sondaggio su larga scala sul piacere sessuale e inserì relazioni statistiche sulla masturbazione infantile; i suoi lavori costituiscono le maggiori fonti di dati tratti da interviste dirette. Tuttavia la moderna metodologia di studio è basata:
- sull'osservazione dei bambini trattati per disturbi comportamentali, che spesso arrivano a usare giocattoli come organi genitali
- sui ricordi che hanno da adulti
- sulle osservazioni di chi li assiste.

### Due visioni di base
Le teorie sullo sviluppo sessuale sono in termini generali divise in due scuole di pensiero:
1. Le scuole di derivazione freudiana e perciò psicoanalitica che tendono a enfatizzare l'innata biologia, secondo cui lo sviluppo sessuale può essere incoraggiato o disturbato durante l'infanzia. Lo sviluppo sessuale del bambino sarebbe prima di tutto un processo biologico e pertanto sostanzialmente simile in tutte le culture. Questa visione traccia un modello definito di uno sviluppo sessuale per soddisfare il bisogno, anche se questo modello può venire influenzato dalla cultura dominante. Questo è tuttora l'approccio più avallato nello studio medico dello sviluppo infantile.
2. In anni recenti si è diffuso soprattutto in ambienti anglofoni un approccio alternativo, che tende a enfatizzare la sessualità come costrutto sociale, per i quali cioè la sessualità nel bambino è pesantemente condizionata dal dominio della società sull'individuo. Quest'ultima scuola spesso usa i termini normativo (comportamento culturalmente appropriato)[3] e non-normativo (comportamento culturalmente non appropriato).

## Tre età
L'osservazione è suddivisa in tre età: seconda infanzia (3 - 6 anni), fanciullezza (6 - 9 anni), ed età pre-puberale (9 - 13 anni).

### Seconda Infanzia
Durante questa età il bambino spesso è avido di risposte su "da dove vengono i bambini", indaga per soddisfare la curiosità sul corpo degli altri bambini e degli adulti, dall'età di quattro anni il bambino mostra attaccamento fisico ed emotivo al genitore del sesso opposto, inizia ad avere il senso del pudore e a capire la differenza tra piacere pubblico e privato.
Recenti studi in Svezia hanno convalidato che la pratica della masturbazione in questa età è inusuale, tuttavia alcuni iniziano a toccarsi i genitali se sono stanchi o turbati; questa circostanza, che comunque non deve necessariamente essere confusa con la masturbazione, si manifesta più spesso nei maschi che nelle femmine.

### Fanciullezza
In questa età gli sviluppi sono considerabilmente vari a seconda del soggetto. Il fanciullo diventa consapevole delle differenze legate al genere (maschio o femmina) e la scelta di amici dello stesso sesso diviene via via sempre più marcata, parimenti all’esclusione dell'altro sesso. Subentra all’esclusiva attrazione per il genitore del sesso opposto maggior attaccamento verso il genitore dello stesso sesso. Possono essere presenti erezioni spontanee, che in seguito il bambino comprende possano essere anche autoindotte.
La fanciulla aumenta la consapevolezza sui costumi sociali riguardanti il sesso, la nudità e la riservatezza. Le bambine iniziano a sperimentare piacere anche aiutandosi con l'aiuto di oggetti inanimati. I fanciulli possono esprimere un linguaggio di natura sessuale per suscitare nell'adulto una reazione.

### Pre-pubertà
Diventa comune la masturbazione. Fino alla pubertà si potrà avere orgasmo asciutto cioè senza seme. La capacità di eiaculare si svilupperà gradualmente con tempi sostanzialmente uguali in tutte le etnie e culture. È comunque possibile avere un orgasmo anche nella fanciullezza.